# Каримов, Дилмурод
Дилмурод Каримов (узб. Dilmurod Karimov; род. 27 июня 1989, Бекабад, Ташкентская область, Узбекская ССР, СССР) — узбекский футболист, защитник клуба «Янгиер».
Дилмурод Каримов начал свою профессиональную карьеру в 2007 году в составе бекабадского «Металлурга» в котором выступал до 2018 года. Был капитаном команды, сыграл в составе «Металлурга» более 181 матч и забил 34 гола.